# Camp de concentration de Renicci di Anghiari
Le camp de concentration de Renicci di Anghiari est un camp de concentration fasciste situé dans la municipalité d'Anghiari. Les prisonniers sont des civils de  Yougoslavie, pour la plupart arrêtés par les troupes italiennes en Slovénie et en particulier dans la Province de Ljubljana.
Il est estimé qu'en onze mois d'activité (d'octobre 1942 à septembre 1943), le camp a accueilli environ 10 000 prisonniers dont 159 y meurent à cause des conditions de détention.

## Histoire
Les premières déportations au camp datent du 10 octobre 1942, alors qu'en décembre, les prisonniers étaient déjà plus de 3 800. Entre juillet et en août 1943, le fascisme tombe et cela coïncide avec l'arrivée de centaines de prisonniers politiques transférées à partir d'Ustica, Ventotene et de Ponza. Le camp a subi des grèves et des manifestations. Les soldats qui gardaient le camp après le 8 septembre désertent le camp en grand nombre, craignant l'arrivée des Allemands. Le 14 septembre 1943, les prisonniers sans surveillance, fuient et se dispersent dans les zones environnantes. La plupart d'entre eux iront rejoindre les partisans actifs dans les Apennins entre la Toscane et les Marches.
Un mémorial est construit, et accueille chaque année des commémorations.